# Vilela Seca
Vilela Seca is een plaats (freguesia) in de Portugese gemeente Chaves en telt 323 inwoners (2001).